# Fédération tchèque de rugby à XV
La Fédération tchèque de rugby à XV (officiellement en tchèque : Česká rugbyová unie) est l'instance qui régit l'organisation du rugby à XV en Tchéquie.

## Historique
La Fédération tchécoslovaque de rugby football (en tchèque : Československého svazu rugby-footballu) est fondée en 1928, deux ans après l'apparition du rugby en Tchécoslovaquie, afin d'encadrer la première édition du championnat national.
Elle devient en 1934 membre de la Fédération internationale de rugby amateur, organisme européen du rugby, puis en 1988 membre de l'International Rugby Board, organisme international du rugby.
En 1990, la fédération est restructurée, et s'appelle désormais Československé rugbyové unie.
Après la dissolution de la Tchécoslovaquie en 1992, elle réduit son périmètre territorial d'action à la République tchèque en tant que Česká rugbyová unie.
La fédération est également membre du Comité olympique tchèque.

## Identité visuelle
La fédération renouvelle son identité visuelle à la fin de l'année 2010,.

Évolution du logo
Ancien logo.
Ancien logo abandonné en 2010.
Logo depuis 2010.